# Polinomio di Legendre
In matematica per funzioni di Legendre si intendono le soluzioni dell'equazione di Legendre, un'equazione differenziale ordinaria che si incontra spesso nella fisica e in vari settori tecnologici: ad esempio nella soluzione in coordinate sferiche dell'equazione di Laplace e di equazioni differenziali alle derivate parziali. Queste funzioni sono così chiamate in onore di Adrien-Marie Legendre, e spesso intervengono nella soluzione dell'equazione di Schrödinger.

## Definizione

Grafico dei polinomi di Legendre per n ≤ 5

L'equazione di Legendre si può risolvere con metodi standard delle serie di potenze. Si hanno soluzioni date da serie convergenti per {\displaystyle |x|<1}. Si hanno soluzioni convergenti anche per {\displaystyle x=\pm 1} purché {\displaystyle n} sia un intero non negativo. In tal caso le soluzioni al variare di {\displaystyle n} formano una successione polinomiale detta successione dei polinomi di Legendre.
Il polinomio di Legendre {\displaystyle P_{n}(x)} ha grado {\displaystyle n} e può essere espresso mediante la formula di Rodrigues:
{\displaystyle P_{n}(x)=(2^{n}n!)^{-1}{\frac {\mathrm {d} ^{n}}{\mathrm {d} x^{n}}}\left[(x^{2}-1)^{n}\right].}
I polinomi di Legendre sono polinomi ortogonali nell'intervallo {\displaystyle -1\leq x\leq 1} rispetto al prodotto interno L2:
{\displaystyle \int _{-1}^{1}P_{m}(x)P_{n}(x)\mathop {} \!\mathrm {d} x={2 \over {2n+1}}\delta _{mn}.}
Qui {\displaystyle \delta _{mn}~} denota la delta di Kronecker, uguale a {\displaystyle 1} se {\displaystyle m=n} e uguale a {\displaystyle 0} in caso contrario.
Una costruzione alternativa dei polinomi di Legendre consiste nell'effettuare il procedimento di Gram-Schmidt per la ortogonalizzazione della successione polinomiale {\displaystyle \left\{1,x,x^{2},\ldots \right\}} e poi moltiplicare i nuovi polinomi ottenuti per {\displaystyle (2n)! \over {2^{n}(n!)^{2}}} con {\displaystyle n=0,1,\ldots } che indica l'{\displaystyle n}-esimo polinomio di Legendre.
Questi sono i primi polinomi di Legendre:
{\displaystyle {\begin{aligned}P_{0}(x)&=1;\\P_{1}(x)&=x;\\P_{2}(x)&={\frac {1}{2}}(3x^{2}-1);\\P_{3}(x)&={\frac {1}{2}}(5x^{3}-3x);\\P_{4}(x)&={\frac {1}{8}}(35x^{4}-30x^{2}+3);\\P_{5}(x)&={\frac {1}{8}}(63x^{5}-70x^{3}+15x);\\P_{6}(x)&={\frac {1}{16}}(231x^{6}-315x^{4}+105x^{2}-5).\end{aligned}}}